# Mata de Santa Genebra
A Área de Relevante Interesse Ecológico Mata de Santa Genebra, mais conhecida popularmente como Mata de Santa Genebra, é uma área de proteção ambiental localizada no bairro Bosque de Barão Geraldo, no distrito de Barão Geraldo, no município de Campinas, no estado de São Paulo, no Brasil. O bioma predominante é o Cerrado e a Mata Atlântica.
A Mata de Santa Genebra é um pedaço remanescente de Mata Atlântica. Seus limites ocidentais marcam também a divisa de municípios entre Campinas e Paulínia. É a maior floresta urbana da Região Metropolitana de Campinas, com uma área de 251,77 hectares, altitude média de 670 metros e temperatura média de 20,6°C. É uma floresta estacional semidecídua, declarada ARIE (Área de Relevante Interesse Ecológico) pelo Governo Federal em 1985.

## História
A região da Mata se localizava na Fazenda Santa Genebra, de propriedade de Geraldo Ribeiro de Sousa Resende, o Barão de Geraldo de Resende. Parte do patrimônio do Barão ficou para a família José Pedro de Oliveira, que preservou, intactos, cerca de 100 alqueires da mata. Em 1981, a área foi doada para a cidade de Campinas pela viúva de José Pedro, Dona Jandyra Pamplona de Oliveira. A doação foi feita com a condição de que se criasse uma Fundação para mantê-la, e foi doada a "Sombra da Mata", ou seja, a mata só pertenceria à cidade enquanto se mantivesse de pé. Se as árvores não lançarem mais sua sombra sobre a terra, a propriedade deve voltar às mãos da família Oliveira Costa. Em 14 de julho de 1981, Dona Jandyra formalizou a doação a uma Fundação Municipal criada pelo Poder Executivo Municipal, nomeada Fundação José Pedro de Oliveira.
Em 1983, a área da Reserva foi tombada como Patrimônio Natural pelo Conselho de Defesa do Patrimônio Histórico, Arqueológico, Artístico e Turístico. Assim, não deve haver nenhuma construção numa faixa de 30 metros ao redor da mata, apenas um aceiro para possibilitar a manutenção e proteção da borda.

## Fauna

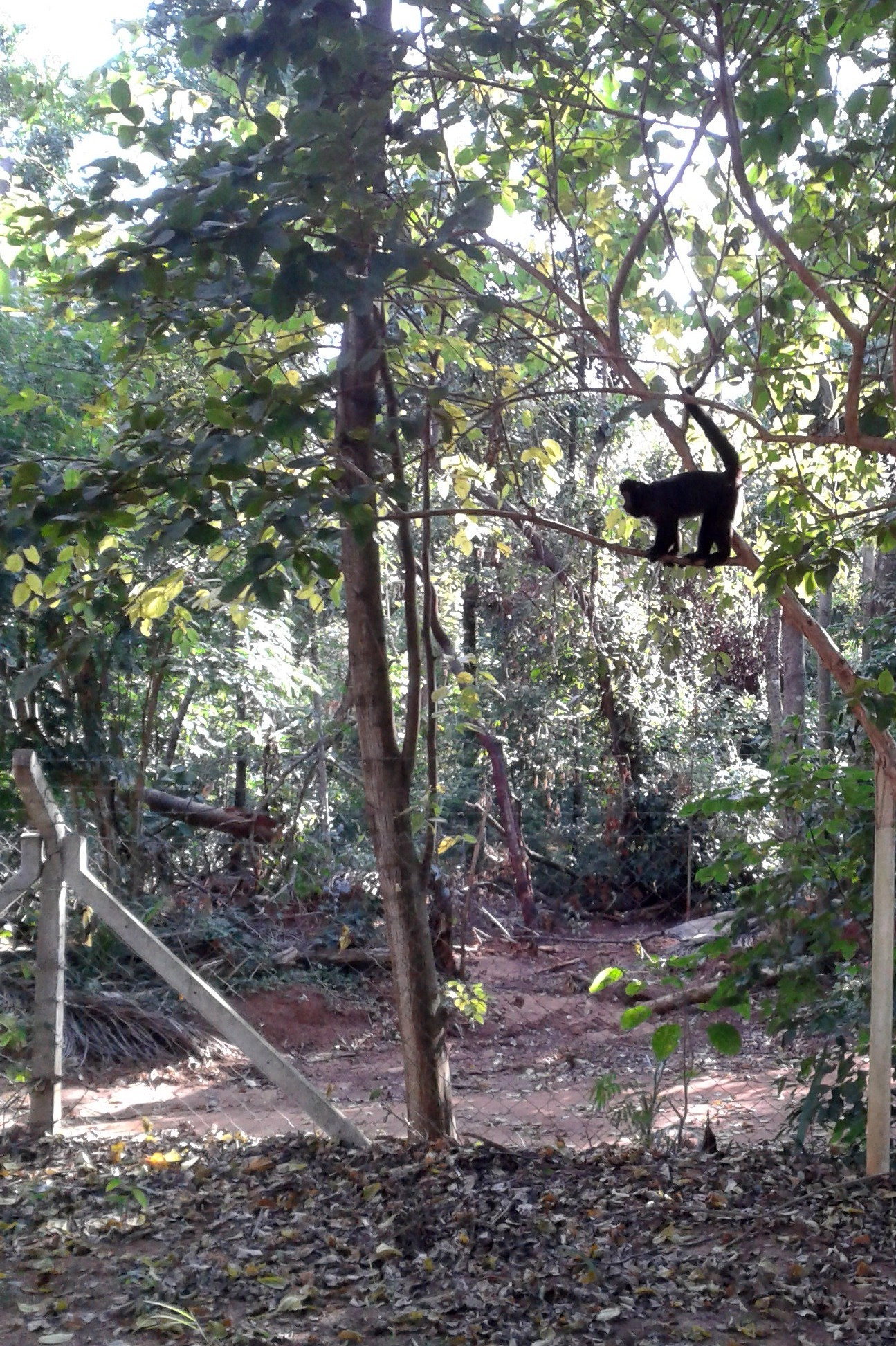
Macaco em cima da árvore, próximo da cerca da Unidade de Conservação.

A Mata apresenta uma fauna bem rica.
Apesar de estudos mostrarem o desaparecimento de alguns animais, como a paca e a cutia. Vertebrados como o macaco-prego, o bugio e o esquilo habitam a mata, além de alguns marsupiais, vários morcegos e outros mamíferos de pequeno porte.
Quanto às aves, já foram catalogadas mais de 150 espécies, as mais comuns sendo otiê-do-mato-grosso, a rendeira e o tangará. Entre os répteis, foram registradas 21 espécies de cobras, como a jararaca e dormideira, além de alguns lagartos. Existem também muitos artrópodes e aracnídeos, destacando-se as borboletas e mariposas, alvos de muitos estudos no Borboletário mantido pela Fundação.
Foram identificadas espécies de predadores como o cachorro-do-mato, gato-mourisco, mão-pelada, furão e a suçuarana.

### Onças
Em 2003, foi feito, pela primeira vez, o registro fotográfico de uma suçuarana (Puma concolor), também chamada de onça-parda, na mata.
No mesmo ano, foi encontrada uma jaguatirica (Leopardus pardalis) morta por atropelamento em uma estrada próxima à rodovia SP-332 (Campinas-Paulínia). Ela estava, provavelmente, circulando pela Mata.
Devido à presença de onças, suçuaranas e jaguatiricas, a área foi inserida dentro do Projeto Corredor das Onças, que liga a Mata de Santa Genebra com a Área de Relevante Interesse Ecológico Matão de Cosmópolis, localizada nos municípios de Cosmópolis e Artur Nogueira.

## Flora
A Mata é formada por 85% de floresta semidecídua e 15% de mata de brejo ou floresta higrófila. Existem algumas clareiras, causadas pela retirada de madeira nobre que houve no passado, mas a maioria delas já foram recuperadas.
As árvores em geral são bem altas, contendo espécies que alcançam até mais de 25 metros, como o jequitibá-rosa, a peroba-rosa e o jatobá. De estatura média, com 15 a 18 metros de altura, existem diversas espécies como o jequitibá-branco, cedro-rosa, pau-marfim e as figueiras. Abaixo disso, ainda há um estrato, entre 5 a 12 metros, contendo 5 famílias predominantes: Meliaceae, Rutaceae, Rubiaceae, Euphorbiaceae e Myrtaceae. Abaixo disso, existe, ainda, um estrato herbáceo-arbustivo razoavelmente denso. Ainda é possível encontrar epífitas, como orquídeas e bromélias, nas copas de grandes árvores das áreas mais preservadas.
Nas áreas de floresta higrófila, a vegetação é característica de locais com alta umidade, limitando a quantidade de espécies. A floresta é mais baixa, com 10 a 12 metros de altura, e muito densa. Muitas das espécies possuem adaptações às condições de umidade, como raízes adventícias e lenticelas no caule.

## Estruturas

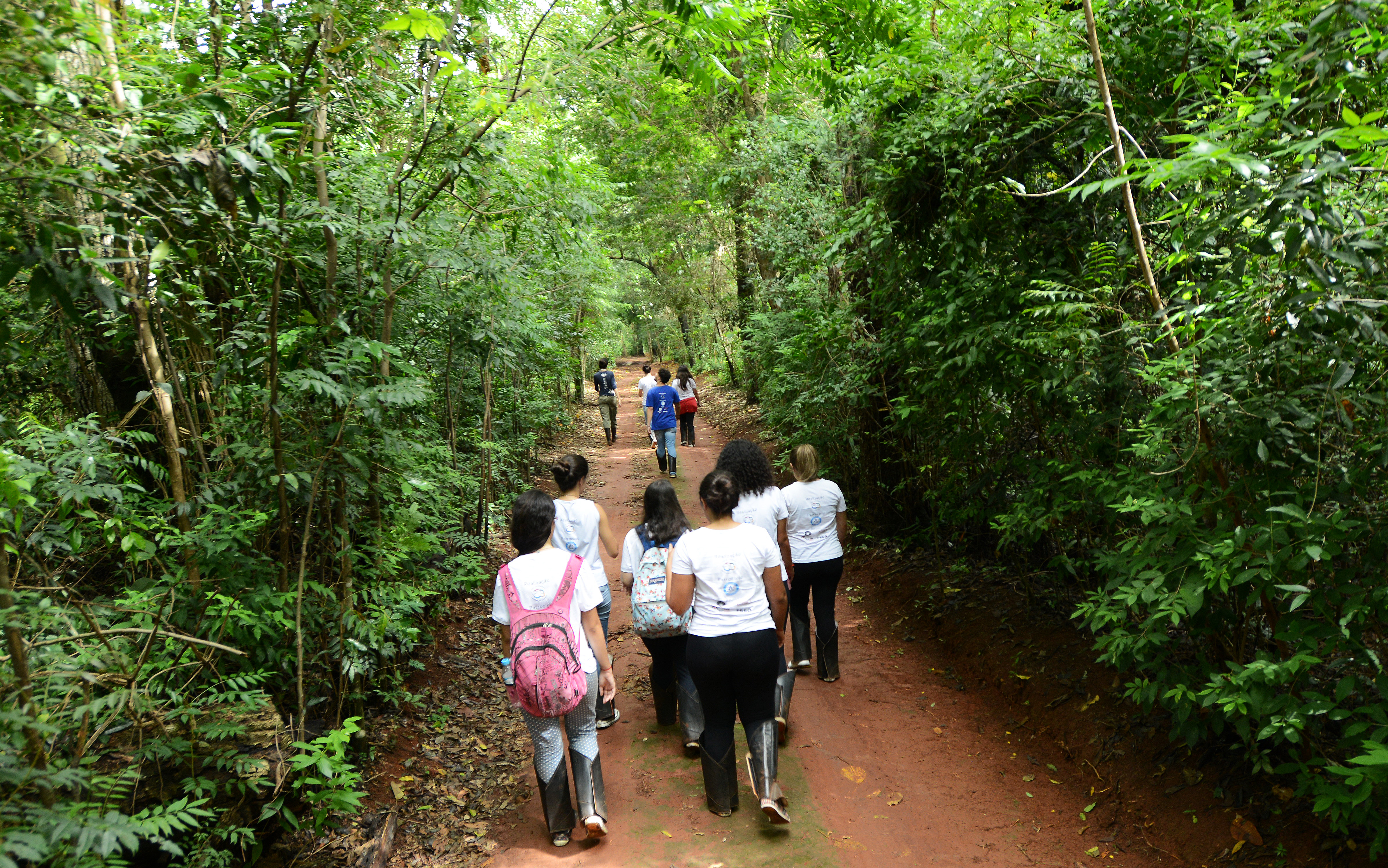
Trilha no interior da mata.

O complexo do borboletário, instalado em 2000, ocupa uma área de 3 027,88 metros quadrados, possuindo uma casa de criação e um viveiro de borboletas, um jardim e um viveiro de plantas para a alimentação das lagartas. Na casa de criação, são armazenados e acondicionados ovos, lagartas e pupas de borboletas, posteriormente soltas no viveiro. O jardim possui várias espécies de plantas atrativas para borboletas, e é utilizado por pesquisadores e para a educação ambiental.
A trilha dos bichos é um pequeno museu com 87 peças entre animais taxidermizados, animais conservados em álcool, esqueletos e impressões de pegadas, é utilizada em atividades de educação ambiental.
O Viveiro de Mudas visa a recuperar áreas degradadas dentro da reserva e a reintegração de fragmentos florestais nas áreas tombadas, sendo, também, utilizado para atividades de educação ambiental.

### Trilhas
Existem duas trilhas principais na Mataː a Trilha Central, com 1,2 km, corta a mata no sentido leste-oeste. Já Trilha Baroni, com 2,8 km, corta a mata no sentido norte-sul. Além dessas, existem outras feitas por funcionários e pesquisadores para acessar áreas mais difíceis. Para fins educacionais, existe a Trilha Leste, do lado de fora do aceiro, com elementos em comum com o interior da mata.

## Clima
O clima da Mata é semelhante ao do restante do estado de São Pauloː um clima sazonal.

## Recursos Hídricos
Há poucos locais com afloramento de água na mata, mas possui três nascentes. Uma deságua no córrego da Lagoa, que contribui com o Ribeirão Quilombo. Outra deságua no Rio das Pedras, formador da Bacia do Anhumas

## Pesquisas
A Reserva Municipal se tornou um grande objeto de pesquisas e atividades educativas em várias áreas do conhecimento biológico, sendo administrada pela Fundação. Já foi objeto de pelo menos 80 teses de mestrado e doutorado e 120 projetos de pesquisa. Por sua condição de mata nativa, atrai muitos pesquisadores de institutos importantes, entre eles a Universidade Estadual de Campinas, Universidade Estadual Paulista, Instituto Agronômico de Campinas, Escola Superior de Agricultura Luiz de Queiroz da Universidade de São Paulo, Embrapa Monitoramento por Satélite e a organização não governamental Ecoforça.